# The Dark Pictures Anthology: Man of Medan
The Dark Pictures Anthology: Man of Medan (aussi connu sous le nom plus court Man of Medan) est un jeu vidéo d'horreur en film interactif, développé par Supermassive Games et édité par Bandai Namco Entertainment, sorti le 30 août 2019 sur PC, PlayStation 4 et Xbox One. Le jeu s'inspire généreusement des slashers — un sous-genre du cinéma, spécifique au film d'horreur.
Le jeu, qui reprend un gameplay similaire à Until Dawn, est le premier jeu de la franchise anthologique intitulée The Dark Pictures Anthology ainsi que du premier volet de la première saison de la franchise.

## Trame
Man of Medan met en scène un groupe de cinq jeunes personnes partant explorer l'épave engloutie d'un bateau, datant de la Seconde Guerre mondiale, dans l'océan Pacifique et contenant diverses richesses,,,. L'aventure est racontée par un personnage externe nommé le Conservateur.
L'histoire et la forme du bateau sont tirées de la légende du Ourang Medan, légende selon laquelle tout l'équipage de ce bateau aurait trouvé la mort dans d'étranges circonstances entre 1947 et 1948.

## Système de jeu
Man of Medan est un jeu d'action et d'aventure qui se compose, tel un film interactif, de nombreuses cinématiques et de scripts, narrant une histoire d'horreur. Le but du joueur est de terminer le jeu avec tous les personnages en vie. La partie se déroule en fonction des choix scénarisés du joueur. Le joueur incarne à tour de rôle les cinq protagonistes, sans qu'il ait la possibilité de choisir, lors de moments convenus.
Man of Medan augmente sa durée de vie par son potentiel de rejouabilité important, grâce aux différents choix possibles au cours d'une partie.
Deux modes multijoueurs (local ou en ligne) sont disponibles : le Shared Story (2 joueurs, en ligne) permet d'avancer en simultané dans l'histoire avec deux points de vue différents, le Movie Night (jusqu'à 5 joueurs, en local) indique à qui passer la manette pour celui qui dirige l'action selon le personnage choisi.

## Développement
Man of Medan est développé par Supermassive Games, un studio britannique fondé en 2008. Supermassive est notamment connu pour avoir réalisé, en 2015, le film interactif d'horreur Until Dawn, lequel a reçu un accueil favorable de la part de la presse spécialisée et des joueurs.
Man of Medan naît par le partenariat entre Supermassive et Bandai Namco Games, lequel devient l'éditeur.
Une partie de l'équipe ayant travaillé sur Until Dawn prend part au projet.
Tom Heaton est le directeur créatif du jeu.
L'annonce du jeu, faite par le studio, a lieu en août 2018, durant la Gamescom. Il est alors le premier volet d'une saga intitulée The Dark Pictures Anthology, dont la sortie est effectuée 2019 sur PC, PlayStation 4 et Xbox One.

### Distribution et doublage
- Shawn Ashmore (VF : Antoine Schoumsky) : Conrad
- Ayisha Issa (VF : Géraldine Asselin) : Fliss
- Arielle Palik (VF : Zina Khakhoulia) : Julia
- Chris Sandiford (VF : Alexandre Nguyen) : Brad
- Kareem Alleyne (VF : Elias Changuel) : Alex
- Chimwemwe Miller (VF : Jean-Christophe Brétignière) : Junior
- Kwasi Songui (VF : Daniel Njo Lobé) : Olson
- Russel Yuen : Danny
- Adrian Burhop (VF : Cédric Dumond) : Joe
- Sean Colby : Charlie
- Pip Torrens (VF : Benoît Allemane) : le Conservateur

Le personnage du Conservateur est joué corps et âme par Pip Torrens. Pour Bandai Namco, l'acteur britannique incarne un « voyeuriste omniscient qui suit les protagonistes dans leurs choix et dans leurs progressions ». Par ailleurs, il est l'unique point commun aux autres jeux de l'anthologie.
Man of Medan profite d'un doublage intégral en plusieurs langues tels que l'anglais, le français, l'italien, l'allemand, l'espagnol et le russe. Du côté de la version francophone du jeu, le Conservateur est doublé par Benoît Allemane.
On retrouve également Shawn Ashmore qui participe à son deuxième jeu vidéo trois ans après Quantum Break.